# Specklinia obliquipetala
Specklinia obliquipetala är en orkidéart som först beskrevs av Julián Baldomero Acuña Galé och Charles Schweinfurth, och fick sitt nu gällande namn av Carlyle August Luer. Specklinia obliquipetala ingår i släktet Specklinia och familjen orkidéer. Inga underarter finns listade i Catalogue of Life.